# Römermonat
Als Römermonat bezeichnete man die Berechnungsgrundlage einer Vielzahl von Steuern der Reichsstände im Heiligen Römischen Reich. Diese Grundlage wurde de facto seit Kaiser Maximilian I. (1493–1519), de jure seit der Reichsmatrikel des Wormser Reichstages 1521 unter Kaiser Karl V. bis zum Ende des Alten Reiches im Jahre 1806 herangezogen.

## Ursprung und Name
Ursprünglich leitete sich der Römermonat von der Pflicht der Reichsstände zur Heeresfolge bei der Romfahrt bzw. von der Bezahlung der Truppen für diese ab. Entsprechend der ideellen Vorstellung von der Kaiserkrönung durch den Papst war es dem Souverän daher möglich, eine Verpflichtung seiner Gefolgsleute bzw. Vasallen daraus zu konstruieren.
Diese Hilfe für die Romfahrt sollte in Form der Bezahlung des Soldes eines Truppenkontingents von 4.000 Reitern und 20.000 Fußsoldaten erfolgen. Dieses sogenannte „Simplum“ von 24.000 Mann für je einen Monat gab der Steuer den Namen und wurde in den folgenden Jahren die grundlegende Recheneinheit für die Besteuerung der Reichsstände bzw. für finanzielle Hilfen der Reichsstände. Der Reichstag von 1521 hatte Karl V. eine Romzughilfe für sechs Monate zugesagt, ihm also insgesamt sechs Römermonate bewilligt.

## Anwendung

### Berechnung
Mittels der Reichsmatrikel legte man die Quote des jeweils betroffenen Standes fest. Am Beispiel von Aachen lässt sich die Berechnung veranschaulichen. Im Verzeichnis der Reichsstände von 1663 veranschlagte man sie mit sieben berittenen Männern und 30 Fußsoldaten oder 204 Gulden. Damit war der Anteil des jeweiligen Reichsstandes an einem Römermonat definiert. Die zu zahlende Gesamtsumme für einen Reichsstand ergab sich damit aus dessen jeweiligem Anteil an einem Römermonat und der Anzahl der bewilligten Römermonate.
Als Gesamtsumme eines Römermonats veranschlagte man zunächst 120.000 Gulden, später üblicherweise 128.000 Gulden. Als Ausgangszahl hatte man die aufzubringende Armeestärke von 4.000 Reitern zu je 10 Gulden und 20.000 Kämpfern zu Fuß zu je vier Gulden zugrunde gelegt, was die besagte Endsumme von 120.000 Gulden ergab. Durch eine Erhöhung der Summe für einen Reiter auf 12 Gulden ergab sich die spätere Summe. Durch Mediatisierungen und Gebietsänderungen verringerte sich der Wert des Römermonats jedoch in der Folgezeit, so dass im Jahre 1737 nur noch 58.280 Gulden veranschlagt wurden.
Mit der Einziehung der Römermonate wurden die Reichskreise beauftragt. Die eingesammelten Geldbeträge wurden in sogenannten  Legstätten verwahrt.

### Türkenkriege

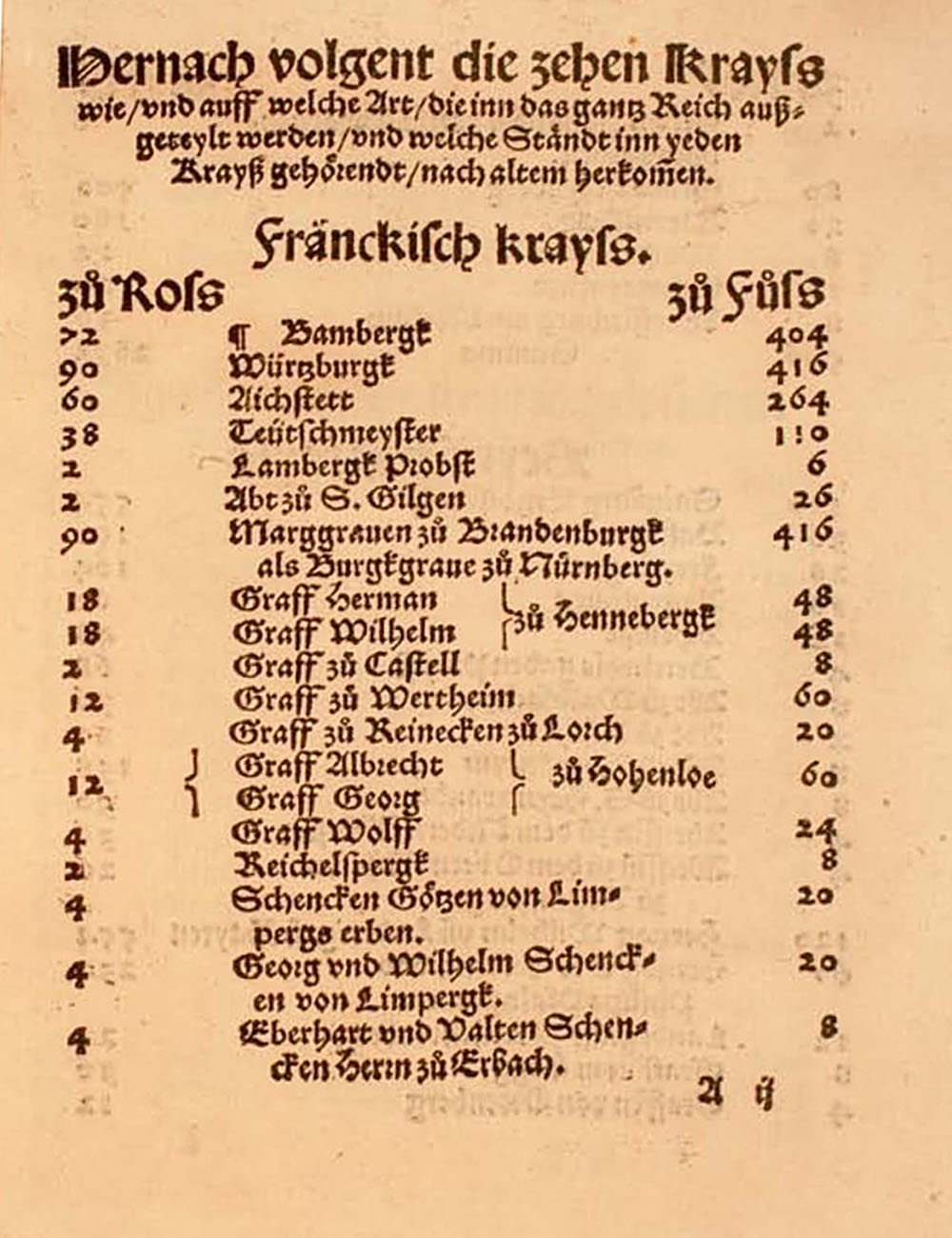
Seite aus dem Verzeichnis der Reichskreise mit Angabe der Türkenhilfe aus dem Jahre 1532

Während der Türkenkriege bewilligte der jeweilige Reichstag teilweise Römermonate als Türkenhilfe, die dann auch Türkenschatzung genannt wurde.

### Römermonat und Westfälischer Friede
Im Westfälischen Frieden 1648 war in Artikel VIII festgelegt worden, dass spätestens nach sechs Monaten die Kreisverfassung und Matrikel („Ernewerung der Matricul“) neu beraten und bestimmt werden sollten. Diese Zeitvorgabe konnte aber wegen der unterschiedlichen Interessen der Reichsstände nicht eingehalten werden.
Eine ungewöhnliche Rolle wurde dem Römermonat im Zusammenhang mit den Bestimmungen des Westfälischen Friedens am 13. Juni 1648 zugeordnet. Demnach sollte das Reich der schwedischen Armee eine Abfindung von fünf Millionen Reichstalern in drei Raten zahlen. Zur Festlegung der Finanzierung auf dem Nürnberger Exekutionstag griff man auf die Reichsmatrikel zurück, wodurch die sieben sogenannten satisfaktionspflichtigen bzw. zahlungsfähigen Reichskreise, zu denen z. B. auch Köln als Teil des niederrheinisch-westfälischen Kreises gehörte, den Löwenanteil der Summe gewissermaßen als Römermonat tragen sollten. Um überhaupt die gewaltige Summe aufbringen zu können, belastete man jeden Stand mit 133,5 Römermonaten. Erhebliche Probleme ergaben sich dabei bei den Berechnungsgrundlagen, da z. B. im Falle Kölns der Rat auf einen Reichsanschlag von 1567 verwies, der den Kölnern mit 825 Gulden ein Viertel der Summe von 1.100 Gulden nach der Reichsmatrikel von 1645 erlassen hatte. Da in der Zwischenzeit von dieser jährlichen Summe nicht abgewichen wurde, bestanden die Kölner letztlich erfolgreich auf der Einsparung ihrer 36.712 Gulden.
Vollends chaotisch wurden die Steuerverhältnisse, als der Kaiser nun auch noch seine Kosten durch eine Veranschlagung von 100 bzw. später 150 Römermonaten decken wollte. Angesichts dieser drohenden Zahlungsflut verwundert es nicht, wenn die Kölner daher eine Unterschrift als Präjudiz unter die Friedensschlüsse von Münster und Osnabrück zur Beendigung des Dreißigjährigen Krieges unterließen.

### Monographien
- Heinrich Medefind (Bearb.) unter Mitarbeit von Werner Allewelt, Hans-Martin Arnoldt und Sabine-Dorothea Pingel: Die Kopfsteuerbeschreibung des Fürstentums Braunschweig-Wolfenbüttel von 1678 (= Veröffentlichungen der Historischen Kommission für Niedersachsen und Bremen; 202), Hannover: Hahnsche Buchhandlung 2000, 926 S., Abb., ISBN 3-7752-5806-X